# Anomis stigmocraspis
Anomis stigmocraspis là một loài bướm đêm trong họ Erebidae.